# Jumla
Jumla é uma cidade do Nepal, pertencente ao distrito de Jumla, na zona de Karnali.